# Parascleropilio fernandezi
Parascleropilio fernandezi is een hooiwagen uit de familie echte hooiwagens (Phalangiidae).